# Laemolyta
Laemolyta es un género de peces de la familia Anostomidae y de la orden de los Characiformes. Se encuentra en el Orinoco y la Cuenca del Amazonas en Sudamérica.

## Especies
Actualmente hay nueve especies reconocidas en este género:
- Laemolyta fasciata (N. E. Pearson, 1924)
- Laemolyta fernandezi (G. S. Myers, 1950)
- Laemolyta garmani (Borodin, 1931)
- Laemolyta macra (Géry, 1974)
- Laemolyta nitens (Garman, 1890)
- Laemolyta orinocensis (Steindachner, 1879)
- Laemolyta proxima (Garman, 1890)
- Laemolyta taeniata (Kner, 1858)
- Laemolyta varia (Garman, 1890)